# Azlan Shah Kamaruzaman
Azlan Shah (ur. 1 października 1984 w Klang) – malezyjski motocyklista.

## Kariera
Azlan Shah pierwszy raz pojawił się na scenie MMŚ w 2013, zastępował wtedy Yukiego Takahashiego podczas Grand Prix San Marino i późniejszych eliminacjach, w tym samym sezonie zdobył tytuł mistrza azjatyckiej serii Supersport, Shah zwyciężył też malezyjskie Superbike'i (2011). W 2014 przystąpił do rywalizacji, jako pełnoetatowy kierowca zespołu Tadayuki Okady, Idemitsu Honda. Zanotował starty poniżej oczekiwań (starty poza punktowanymi pozycjami, raz nie dojechał do mety, raz nie startował), podobnie jak sezon później.

## Statystyki
| Sezon | Klasa | Motocykl | 1      | 2      | 3      | 4      | 5      | 6      | 7      | 8       | 9      | 10     | 11     | 12     | 13      | 14     | 15     | 16      | 17     | 18     | Poz. | Pkt. |
| ----- | ----- | -------- | ------ | ------ | ------ | ------ | ------ | ------ | ------ | ------- | ------ | ------ | ------ | ------ | ------- | ------ | ------ | ------- | ------ | ------ | ---- | ---- |
| 2013  | Moto2 | Moriwaki | QAT    | AME    | SPA    | FRA    | ITA    | CAT    | NED    | GER     | IND    | CZE    | GBR    | RSM 24 | ARA Ret | MAL 22 | AUS 19 | JPN 23  | VAL 25 |        | NS   | 0    |
| 2014  | Moto2 | Kalex    | QAT 18 | AME 18 | ARG 21 | SPA 24 | FRA 24 | ITA 27 | CAT 19 | NED Ret | GER 28 | IND 20 | CZE 28 | GBR 25 | RSM 32  | ARA 19 | JPN 24 | AUS DNS | MAL 20 | VAL 27 | NC   | 0    |
| 2015  | Moto2 | Kalex    | QAT 18 | AME 19 | ARG 17 | SPA 21 | FRA 19 | ITA 15 | CAT 19 | NED 16  | GER NU | IND 11 | CZE 23 | GBR 19 | RSM 13  | ARA 14 | JPN 4  | AUS 21  | MAL 16 | VAL NW | 23   | 24   |